# O Túmulo (Bouts)
O Túmulo, ou O Sepultamento, é uma pintura em tamanho de cola sobre linho atribuída ao pintor holandês Dirck Bouts. Ele mostra uma cena do sepultamento bíblico de Jesus Cristo, e provavelmente foi concluído entre 1440 e 1455 como um painel de asa para um grande políptico articulado. 